# St Cuthbert Out
St Cuthbert Out, detto anche Wells St Cuthbert Out, è un villaggio con status di parrocchia civile nel Mendip, in Inghilterra.

## Luoghi d'interesse
- Il villaggio di Wookey Hole con le celebri grotte di Wookey Hole (Wookey Hole Caves)[1]